# Bhiwani
Bhiwani (en hindi: भिवानी ) es una ciudad de la India, centro administrativo del distrito de Bhiwani, en el estado de Haryana.

## Geografía
Se encuentra a una altitud de 217 m s. n. m. a 267 km de la capital estatal, Chandigarh, en la zona horaria UTC +5:30.

## Demografía
Según estimación 2011 contaba con una población de 220 424 habitantes.